# Dyckia burle-marxii
Espèce
Classification APG III (2009)
Dyckia burle-marxii est une espèce de plantes de la famille des Bromeliaceae, endémique du Brésil et décrite en 1977.

## Étymologie
L'épithète burle-marxii honore l'architecte-paysagiste brésilien Roberto Burle Marx (1909-1994).

## Distribution
L'espèce est endémique de l'État de Bahia dans l'est du Brésil.

## Description
Selon la classification de Raunkier, l'espèce est chamaephyte ou hémicryptophyte.